# Zeittafel Sonnenforschung
Die Zeittafel zur Sonnenforschung listet Versuche und Ergebnisse der Sonnenforschung zeitlich geordnet auf.

## Antike
- 450 v. Chr. – Herakleides von Pontus beschreibt ein Sonnensystem, in welchem einige der Planeten um die Sonne kreisen, die Sonne jedoch wiederum um die Erde.[1]
- 3. Jahrhundert v. Chr. – Aristarch von Samos stellt als einer der Ersten die Hypothese auf, dass die Sonne der Mittelpunkt unseres Sonnensystems ist.[1]

## 16. Jahrhundert
- 1530 – Nikolaus Kopernikus stellt die Sonne in das Zentrum des Sonnensystems.[1]

## 17. Jahrhundert
- Im 17. Jahrhundert beginnt die Sonnenbeobachtung mit Teleskopen.[2]
- 1610 – Galileo Galilei in Padua und Johannes Fabricius in Wittenberg beobachten unabhängig voneinander erstmals Sonnenflecken.[1] Galileo folgerte, entgegen einer damals als gültig angesehenen aristotelischen Doktrin, dass die Sonne nicht unwandelbar ist.[2]
- 1613 – Galileo Galilei zeigt durch Beobachtung  der Sonnenflecken, dass die Sonne eine Eigenrotation besitzt.[2]
- 1619 – Johannes Kepler postuliert eine Kraft, die die Richtung des Schweifs von Kometen erklärt (→ Sonnenwind).[3]

## 19. Jahrhundert
- Im 19. Jahrhundert beginnt die systematische Beobachtung der Sonne im Rahmen von Observationsprogrammen.[2]
- 1802 – William Hyde Wollaston beschreibt dunkle Linien im Sonnenspektrum (Absorptionslinien).[4]
- 1814 – Joseph von Fraunhofer untersucht die Absorptionslinien des Sonnenspektrums systematisch.[2][4]
- 1844 – Samuel Heinrich Schwabe entdeckt den Zyklus der Sonnenflecken und schätzt die zeitliche Periode auf etwa 10 Jahre.[1][5]
- 1851–1861 – Einführung der Sonnenflecken-Relativzahl, seitdem tägliche Beobachtung und Zählung der Sonnenflecken.[5]
- 1851 – Erste Photographie der Sonnenkorona während einer totalen Sonnenfinsternis[6]
- 1852 – Edward Sabine zeigt, dass die Zahl der Sonnenflecken mit der Veränderung der Erdmagnetfeldes korreliert.[2]
- 1854 – Hermann von Helmholtz schlägt als Energiequelle der Sonne die Kontraktion des Sonnengases aufgrund der Gravitation vor (→ Kelvin-Helmholtz-Kontraktion).[7]
- 1859 – Richard Carrington entdeckt beim Sonnensturm von 1859 die solaren Flares.[1]
- 1859 – Gustav Kirchhoff und Robert Wilhelm Bunsen wenden ihre Entdeckung der element-spezifischen Spektrallinien auf das Sonnenspektrum an.[2][4]
- 1862 – Lord Kelvin berechnet das Alter der Sonne fälschlicherweise auf deutlich unter 100 Millionen Jahre. Selbst als gegen Anfang des 20. Jahrhunderts eindeutige Beweise für ein höheres Alter entdeckt werden beharrt er auf der Richtigkeit seiner Hypothese.[7]
- 1863 – Richard Carrington beschreibt die differentielle Rotation der Sonne.[2]
- 1868 – Erste nicht während einer Sonnenfinsternis beobachtete Protuberanz am Sonnenrand.[8]
- 1890 – George Ellery Hale beginnt mit der Entwicklung des Spektroheliographen und erhält einige Jahre später die ersten brauchbaren Spektroheliogramme.[2][9]
- 1897 – Henry Augustus Rowland vollendet seinen Atlas des Sonnenspektrums, der sämtliche Fraunhofer-Linien enthält.[4]

## 20. Jahrhundert
- 1906 – Karl Schwarzschild veröffentlicht ein Stabilitätskriterium, mit dem sich das Gleichgewicht der Sonne und ihr Aufbau in Strahlungs- und Konvektionszone erklären lassen; er beobachtet die Randverdunkelung der Sonne.[10]
- 1908 – George Ellery Hale entdeckt die Aufspaltung der Spektrallinien in Sonnenflecken (Zeeman-Effekt), der Nachweis eines Zusammenhangs von magnetischen Felder und Sonnenflecken.[4][9]
- 1920 – Arthur Stanley Eddington schlägt als Erklärung für die Energiefreisetzung der Sonne subatomare Prozesse, Annihilation oder Paarerzeugung, vor, was eine Sonnenlebensdauer von mehreren Milliarden Jahren zulassen würde.[2]
- 1933 – Bernard Ferdinand Lyot beobachtet die Korona der Sonne erstmals außerhalb einer Finsternis.[11]
- 1935 – Max Waldmeier beschreibt einen Zusammenhang zwischen Sonnenfleckenmaximum und Länge des Anstiegs und Abstiegs im Sonnenfleckenzyklus, den Waldmeier-Effekt.[12]
- 1938 – Mit dem Aufstieg der Quantenmechanik konzentriert sich die Forschung auf atomare Paarbildung; Hans Bethe und Carl Friedrich von Weizsäcker entwickeln Theorien der Verschmelzung von Wasserstoff- zu Heliumkernen (→ Kernfusion) als solare Energiequelle.[2][13]
- 1942 – James Stanley Hey (1909–2000) entdeckt die Radiostrahlung der Sonne.[14]
- 1949 – Herbert Friedman entdeckt die Röntgenstrahlung der Sonne.[2]
- 1962 – Robert B. Leighton entdeckt die Oszillationen, erster Schritt zur Helioseismologie.[15]
- 1968 – Raymond Davis Jr. entdeckt Neutrinos, die bei Kernreaktionen im Inneren der Sonne entstehen.[16]
- 1995 – Die Raumsonde SOHO startet zum Lagrange-Punkt L1, wo sie seitdem mit zwölf Instrumenten die Sonne beobachtet.[17]

## 21. Jahrhundert
- 2002 – Der Satellit RHESSI untersucht Flares im Bereich der Röntgen- und Gammastrahlung mit hoher räumlicher und spektraler Auflösung.
- 2006 – Die NASA-Raumsonde STEREO startet und soll Entwicklung und interplanetarische Konsequenzen von Sonnenausbrüchen erforschen.